# 舒玠
舒玠（？—？），字桓玉，江西南昌府靖安縣人。明朝政治人物。

## 生平
成化十年（1474年）甲午科江西鄉試举人，成化二十年（1484年）甲辰科三甲七十六名進士。歷官南京刑部员外郎，弘治七年（1594年）三月升廣東按察司僉事，九年正月考察。